# Metopius purpureotinctus
Metopius purpureotinctus är en stekelart som först beskrevs av Cameron 1907.  Metopius purpureotinctus ingår i släktet Metopius och familjen brokparasitsteklar. Inga underarter finns listade i Catalogue of Life.